# Gol (Norvège)
Pour les articles homonymes, voir Gol.
Gol est une kommune de Norvège. Elle est située dans le comté de Buskerud.